# Corellopsis translucida
Corellopsis translucida is een zakpijpensoort uit de familie van de Corellidae. De wetenschappelijke naam van de soort is voor het eerst geldig gepubliceerd in 1970 door Millar.